# Игры Юго-Восточной Азии 2009
25-е Игры Юго-Восточной Азии прошли с 9 по 18 декабря 2009 года в столице Лаоса городе Вьентьяне. Это были первые Игры Юго-Восточной Азии, прошедшие на территории Лаоса; ранее планировалось провести Игры в Лаосе в 1965 году, но тогда это не удалось из-за финансовых трудностей.
Ряд соревнований (по футболу, водному поло, пенчак силату и настольному теннису) начались ещё до официальной церемонии открытия 9 декабря. Из-за нехватки спортивных сооружений в программе Игр было лишь 28 видов состязаний (на играх 2007 года — 43). Часть из традиционных видов состязаний не вошла в программу по объективным причинам (из-за того, что Лаос не имеет выхода к морю, невозможно было провести состязания по парусному спорту, виндсёрфингу и триатлону), однако некоторые состязания, согласно заявлениям ряда критиков, были подобраны так, чтобы увеличить шансы Лаоса на золотые медали. Особенно непопулярным было решение об исключении из программы Игр баскетбола. Тем не менее, несмотря на всё это, Игры стали большим достижением для Лаоса — одной из беднейших стран региона.

## Талисманы
Официальными талисманами Игр стали белые слон Тямпа и слониха Тямпи, одетые в национальные лаосские одежды.

## Виды спорта
- Бадминтон
- Бильярд и снукер
- Бокс
- Борьба
- Велоспорт
- Водные виды спорта
- Волейбол
- Гольф
- Дзюдо
- Карате
- Лёгкая атлетика
- Муайтай
- Настольный теннис
- Ножной бадминтон
- Пенчак Силат
- Петанк
- Плавание в ластах
- Сепактакрау
- Стрельба
- Стрельба из лука
- Теннис
- Тхэквондо
- Тяжёлая атлетика
- Ушу
- Футбол

## Итоги Игр
| Место | Страна          | Золото | Серебро | Бронза | Всего |
| ----- | --------------- | ------ | ------- | ------ | ----- |
| 1     | Таиланд         | 86     | 83      | 97     | 266   |
| 2     | Вьетнам         | 83     | 75      | 57     | 215   |
| 3     | Индонезия       | 43     | 53      | 74     | 170   |
| 4     | Малайзия        | 40     | 40      | 59     | 139   |
| 5     | Филиппины       | 38     | 35      | 51     | 124   |
| 6     | Сингапур        | 33     | 30      | 35     | 98    |
| 7     | Лаос            | 33     | 25      | 52     | 110   |
| 8     | Мьянма          | 12     | 22      | 37     | 71    |
| 9     | Камбоджа        | 3      | 10      | 27     | 40    |
| 10    | Бруней          | 1      | 1       | 8      | 10    |
| 11    | Восточный Тимор | 0      | 0       | 3      | 3     |
| Всего | Всего           | 372    | 374     | 500    | 1246  |